# Salts als Jocs Olímpics d'estiu de 1960
Als Jocs Olímpics d'Estiu de 1960 celebrats a la ciutat de Roma (Itàlia) es disputaren quatre proves de salts, dues en categoria masculina i dues en categoria femenina. La competició es desenvolupà entre els dies 26 d'agost i el 2 de setembre de 1960 al Centre Aquàtic de Roma.
Hi participaren un total de 74 saltadors, 49 homes i 25 dones, de 24 comitès nacionals diferents.

## Resum de medalles

### Categoria masculina
| Prova                           | Or          | Argent      | Bronze              |
| Trampolí de 3 metres Detalls    | Gary Tobian | Samuel Hall | Juan Botella Medina |
| Plataforma de 10 metres Detalls | Bob Webster | Gary Tobian | Brian Phelps        |

### Categoria femenina
| Prova                           | Or            | Argent      | Bronze           |
| Trampolí de 3 metres Detalls    | Ingrid Krämer | Paula Myers | Elizabeth Ferris |
| Plataforma de 10 metres Detalls | Ingrid Krämer | Paula Myers | Ninel Krutova    |

## Medaller
| Posició | País           | Or | Argent | Bronze | Total |
| 1       | Estats Units   | 2  | 4      | 0      | 6     |
| 2       | Alemanya       | 2  | 0      | 0      | 2     |
| 3       | Regne Unit     | 0  | 0      | 2      | 2     |
| 4       | Mexico         | 0  | 0      | 1      | 1     |
| 4       | Unió Soviètica | 0  | 0      | 1      | 1     |